# Mollakamallı
Mollakamallı è un comune dell'Azerbaigian situato nel distretto di Şabran.